# Kłebań
Kłebań (ukr. Клебань) – wieś na Ukrainie, w obwodzie winnickim, w rejonie tulczyńskim, w hromadzie Tulczyn. W 2001 liczyła 2172 mieszkańców.